# Trofeul Carpați (handbal feminin) - Ediția a 40-a
Competiția din 2006 reprezintă a 40-a ediție a Trofeului Carpați la handbal feminin pentru senioare, turneu amical organizat anual de Federația Română de Handbal cu începere din anul 1959. Ediția din 2006, la care au luat parte șase echipe naționale, a fost găzduită de Sala Sporturilor Horia Demian din orașul Cluj Napoca și s-a desfășurat între 31 octombrie și 5 noiembrie 2006. Câștigătoarea turneului a fost selecționata „România A”.

## Echipe participante
La ediția a 40-a a Trofeului Carpați au luat parte șase reprezentative naționale: Coreea de Sud, Croația, Macedonia, Serbia, precum și două selecționate ale României, denumite „România A” și „România B”.

### România
Pentru meciurile ediției din 2006, România a fost reprezentată de două echipe naționale. Gheorghe Tadici, selecționerul naționalei de senioare a României, a convocat un lot lărgit cuprinzând 28 de jucătoare, iar acest lot a fost împărțit în două echipe, „România A” și „România B”. Componența celor două echipe s-a schimbat în fiecare meci. „România A” a fost condusă de pe banca tehnică de principalul Gheorghe Tadici, iar „România B” de secundul Dumitru Muși și antrenorul federal Remus Drăgănescu.

#### Lotul convocat
| Portari - Luminița Dinu (Oltchim Râmnicu Vâlcea) - Florentina Grecu (IBV Vestmannaeyjar) - Mirela Nichita (HC Zalău) - Tereza Tamaș (Oltchim Râmnicu Vâlcea) Extreme dreapta - Elena Avădanii (Rulmentul Brașov) - Ramona Farcău (Oltchim Râmnicu Vâlcea) - Adriana Nechita (Oltchim Râmnicu Vâlcea) Extreme stânga - Camelia Balint (HCM Baia Mare) - Valentina Elisei (Oltchim Râmnicu Vâlcea) - Iulia Pușcașu (Oltchim Râmnicu Vâlcea) Pivoți - Florina Bîrsan („U” Jolidon Cluj) - Ionela Gâlcă (Oltchim Râmnicu Vâlcea) - Raluca Ivan (HC Zalău) - Oana Manea (Oltchim Râmnicu Vâlcea) | Coordonatori - Mihaela Ani-Senocico („U” Jolidon Cluj) - Roxana Cherăscu (Oltchim Râmnicu Vâlcea) - Loredana Mateescu (CS Tomis Constanța) - Mihaela Tivadar (Oltchim Râmnicu Vâlcea) Intermediari dreapta - Melinda Geiger (HCM Baia Mare) - Steluța Luca (Oltchim Râmnicu Vâlcea) Intermediari stânga - Carmen Cartaș (CSM Cetate Deva) - Daniela Crap (HC Zalău) - Diana Druțu (CS Tomis Constanța) - Narcisa Lecușanu (Oltchim Râmnicu Vâlcea) - Adina Meiroșu (Oltchim Râmnicu Vâlcea) - Cristina Neagu (Rulmentul Brașov) - Clara Vădineanu (Oltchim Râmnicu Vâlcea) - Valeria Beșe (Oltchim Râmnicu Vâlcea) |

### Coreea de Sud
Coreea de Sud s-a prezentat la Turneul Carpați cu un lot format din 15 jucătoare. Antrenorul Kang Tae-Koo a ales următoarele handbaliste:

#### Lotul convocat
| Portari - Moon Kyeong-Ha (Chanwon) - Lee Min-Hee (Busan) Extreme dreapta - Woo Sun-Hee (Samcheok) - Park Chung-Hee (Hyomyung) Extreme stânga - Kim Kyoung-Mi (Korea NSU) - Song Hai-Rim (Daegu) Pivoți - Kang Ji-Hey (Busan) - Yu Ji-Yeong (Chanwon) | Coordonatori - Huh Young-Sook (KIF Kolding) - Kwon Geun-Hae Yongin) Intermediari dreapta - Choi Im-Jeong (Daegu) - Myoung Bok-Hee (Hyomyung) Intermediari stânga - Lee Gong-Joo (Busan) - Moon Pil-Hee (Hyomyung) - Yoo Hyun-Kyung (Korea NSU) |

### Croația
Croația s-a prezentat la Turneul Carpați cu un lot format din 15 jucătoare, din care au lipsit multe din componentele de bază. Antrenorul Damir Čavlović a ales următoarele handbaliste:

#### Lotul convocat
| Portari - Ana Križanac (RK Lipovac Vranjic) - Maja Majer (RK Trešnjevka Zagreb) Extreme dreapta - Aneta Peraica (RK Lokomotiva Zagreb) - Jelena Franić (RK Zvečevo Požega) Extreme stânga - Ana Lovrak (Tvin Trgocentar) Pivoți - Maja Čop (RK Lokomotiva Zagreb) - Vesna Milanović-Litre (RK Lokomotiva Zagreb) - Andrea Šerić (Podravka Vegeta) | Coordonatori - Sonja Basić (RK Trešnjevka Zagreb) - Ivana Lovrić (RK Lokomotiva Zagreb) - Ana Zovko (RK Trešnjevka Zagreb) Intermediari dreapta - Ivana Knež (RK Osijek) - Ivana Petković (ŽRK Split) Intermediari stânga - Bernardica Vrkljan (Tvin Trgocentar) - Nina Jukopila (RK Lipovac Vranjic) - Irena Džeko (RK Lipovac Vranjic) |

### Macedonia
Macedonia a aliniat o echipă formată din 18 jucătoare. Antrenorul Andrei Portnoi a ales următoarele handbaliste:

#### Lotul convocat
| Portari - Tanja Andrejeva (Kale Kičevo) - Olga Kolesnik (Kometal Gjorče Petrov) - Veselinka Zašovska (Kometal Gjorče Petrov) Extreme dreapta - Marija Papudjieva (Kabran Kavadarci) - Valentina Radulović (Kometal Gjorče Petrov) Extreme stânga - Andrijana Atanasovska (TV 1905 Mainzlar) - Dragana Pecevska (Kometal Gjorče Petrov) Pivoți - Lenče Ilkova (Eurostand Gjorče Petrov) - Nataša Mladenovska (Kometal Gjorče Petrov) - Anžela Platon (Kometal Gjorče Petrov) | Coordonatori - Biljana Crvenkoska (GAS Anagennisi Artas) - Nataša Kocevska (GAS Anagennisi Artas) - Julija Portjanko (Kometal Gjorče Petrov) Intermediari dreapta - Elena Gjeorgjievska (Kometal Gjorče Petrov) - Alegra Oholanga (Kometal Gjorče Petrov) Intermediari stânga - Mirjeta Bajramoska (Eurostandard Gjorče Petrov) - Klara Boeva (KIF Vejen) - Marina Naukovič (Kometal Gjorče Petrov) |

### Serbia
Antrenorul Milorad Milatović a convocat o echipă formată din 19 jucătoare.

#### Lotul convocat
| Portari - Slađana Derić (Cornexi Alcoa-HSB Holding) - Mirjana Milenković (ŽRK Knjaz Miloš) - Ana Vojcić (ŽRK Budućnost T-Mobile) Extreme dreapta - Slavica Koperec (ŽRK Knjaz Miloš) - Nada Micić (ŽRK Naisa Niš) Extreme stânga - Jovana Bartošić (ŽRK Naisa Niš) - Slađana Grozdanić (ŽRK Radnički Belgrad) Pivoți - Slađana Pop-Lazić (ŽRK Naisa Niš) - Ornela Rogan (ŽRK Naisa Niš) | Coordonatori - Sandra Kolaković (ŽRK Budućnost T-Mobile) - Andrea Lekić (ŽRK Radnički Belgrad) - Ana Radović (ŽRK Budućnost T-Mobile) Intermediari dreapta - Marina Dmitrović (ŽRK Radnički Belgrad) - Jelena Popović (ŽRK Naisa Niš) Intermediari stânga - Andrijana Budimir (CBM Astroc Sagunto) - Sanja Damnjanović (ŽRK Radnički Belgrad) - Ivana Filipović (ŽRK Naisa Niš) - Tatjana Medved (Cem. la Union-Ribarroja) - Marina Rokić (ŽRK Naisa Niš) |

## Partide
Partidele s-au desfășurat pe durata a cinci zile, pe 31 octombrie, 1, 2, 4 și 5 noiembrie 2006, în Sala Sporturilor Horia Demian din Cluj. Programul de desfășurare a fost următorul:
| 31 octombrie 2006 15:00 | România A | 31 - 26 | România B | Sala Sporturilor Horia Demian, Cluj |
| 31 octombrie 2006 15:00 | Gâlcă 9   | (20-15) | Neagu 7   | Sala Sporturilor Horia Demian, Cluj |
| 31 octombrie 2006 15:00 |           |         |           | Sala Sporturilor Horia Demian, Cluj |

| 31 octombrie 2006 17:00 | Croația            | 30 - 21 | Serbia   | Sala Sporturilor Horia Demian, Cluj |
| 31 octombrie 2006 17:00 | Jukopila, Lovrić 9 | (17-9)  | Medved 5 | Sala Sporturilor Horia Demian, Cluj |
| 31 octombrie 2006 17:00 |                    |         |          | Sala Sporturilor Horia Demian, Cluj |

| 31 octombrie 2006 19:00 | Macedonia de Nord | 23 - 28 | Coreea de Sud         | Sala Sporturilor Horia Demian, Cluj |
| 31 octombrie 2006 19:00 | Naukovič 6        | (14-13) | Young-Sook, Sun-Hee 7 | Sala Sporturilor Horia Demian, Cluj |
| 31 octombrie 2006 19:00 |                   |         |                       | Sala Sporturilor Horia Demian, Cluj |

| 1 noiembrie 2006 15:00 | Croația   | 31 - 28 | România B | Sala Sporturilor Horia Demian, Cluj |
| 1 noiembrie 2006 15:00 | Vrkljan 8 | (16-11) | Neagu 7   | Sala Sporturilor Horia Demian, Cluj |
| 1 noiembrie 2006 15:00 |           |         |           | Sala Sporturilor Horia Demian, Cluj |

| 1 noiembrie 2006 17:00 | Serbia  | 25 - 36 | Coreea de Sud                   | Sala Sporturilor Horia Demian, Cluj |
| 1 noiembrie 2006 17:00 | Lekić 6 | (12-19) | Bok-Hee, Pil-Hee, Kyung, Sook 5 | Sala Sporturilor Horia Demian, Cluj |
| 1 noiembrie 2006 17:00 |         |         |                                 | Sala Sporturilor Horia Demian, Cluj |

| 1 noiembrie 2006 19:00 | România A  | 33 - 28 | Macedonia de Nord     | Sala Sporturilor Horia Demian, Cluj |
| 1 noiembrie 2006 19:00 | Avădanii 7 | (17-12) | Pecevska, Portjanko 5 | Sala Sporturilor Horia Demian, Cluj |
| 1 noiembrie 2006 19:00 | 12×        |         | 3×                    | Sala Sporturilor Horia Demian, Cluj |

| 2 noiembrie 2006 15:00 | Coreea de Sud | 28 - 29 | România B | Sala Sporturilor Horia Demian, Cluj |
| 2 noiembrie 2006 15:00 | Bok-Hee 8     | (15-11) | Neagu 11  | Sala Sporturilor Horia Demian, Cluj |
| 2 noiembrie 2006 15:00 |               |         |           | Sala Sporturilor Horia Demian, Cluj |

| 2 noiembrie 2006 17:00 | Macedonia de Nord | 24 - 23 | Serbia   | Sala Sporturilor Horia Demian, Cluj |
| 2 noiembrie 2006 17:00 | Portjanko 9       |         | Medved 5 | Sala Sporturilor Horia Demian, Cluj |
| 2 noiembrie 2006 17:00 |                   |         |          | Sala Sporturilor Horia Demian, Cluj |

| 2 noiembrie 2006 19:00 | România A       | 37 - 18 | Croația           | Sala Sporturilor Horia Demian, Cluj |
| 2 noiembrie 2006 19:00 | Elisei, Gâlcă 6 | (20-11) | Basić, Jukopila 3 | Sala Sporturilor Horia Demian, Cluj |
| 2 noiembrie 2006 19:00 |                 |         |                   | Sala Sporturilor Horia Demian, Cluj |

| 4 noiembrie 2006 15:00 | Croația   | 26 - 33 | Coreea de Sud | Sala Sporturilor Horia Demian, Cluj |
| 4 noiembrie 2006 15:00 | Vrkljan 9 | (14-13) | Sun-Hee 9     | Sala Sporturilor Horia Demian, Cluj |
| 4 noiembrie 2006 15:00 |           |         |               | Sala Sporturilor Horia Demian, Cluj |

| 4 noiembrie 2006 17:00 | România A | 36 - 24 | Serbia   | Sala Sporturilor Horia Demian, Cluj |
| 4 noiembrie 2006 17:00 | Maier 6   | (18-11) | Medved 5 | Sala Sporturilor Horia Demian, Cluj |
| 4 noiembrie 2006 17:00 |           |         |          | Sala Sporturilor Horia Demian, Cluj |

| 4 noiembrie 2006 19:00 | Macedonia de Nord | 27 - 21 | România B | Sala Sporturilor Horia Demian, Cluj |
| 4 noiembrie 2006 19:00 | (14-7)            |         |           | Sala Sporturilor Horia Demian, Cluj |
| 4 noiembrie 2006 19:00 |                   |         |           | Sala Sporturilor Horia Demian, Cluj |

| 5 noiembrie 2006 09:00 | Serbia | 28 - 25 | România B | Sala Sporturilor Horia Demian, Cluj |
| 5 noiembrie 2006 09:00 |        | (14-14) | Neagu 10  | Sala Sporturilor Horia Demian, Cluj |
| 5 noiembrie 2006 09:00 |        |         |           | Sala Sporturilor Horia Demian, Cluj |

| 5 noiembrie 2006 11:00 | Croația            | 22 - 31 | Macedonia de Nord    | Sala Sporturilor Horia Demian, Cluj |
| 5 noiembrie 2006 11:00 | Jukopila, Lovrić 7 |         | Naukovič, Oholanga 8 | Sala Sporturilor Horia Demian, Cluj |
| 5 noiembrie 2006 11:00 |                    |         |                      | Sala Sporturilor Horia Demian, Cluj |

| 5 noiembrie 2006 13:00 | România A       | 33 - 28 | Coreea de Sud       | Sala Sporturilor Horia Demian, Cluj |
| 5 noiembrie 2006 13:00 | Elisei, Gâlcă 7 | (13-14) | Bok-Hee, Im-Jeong 9 | Sala Sporturilor Horia Demian, Cluj |
| 5 noiembrie 2006 13:00 |                 |         |                     | Sala Sporturilor Horia Demian, Cluj |

## Clasament și statistici
Ediția a 40-a a Trofeului Carpați pentru senioare a fost câștigată de reprezentativa România A, care a terminat pe primul loc, cu 10 puncte din tot atâtea posibile.
| Echipa            | M | V | E | Î | GM  | GP  | G   | Pct |
| ----------------- | - | - | - | - | --- | --- | --- | --- |
| România A         | 5 | 5 | 0 | 0 | 170 | 124 | +46 | 10  |
| Coreea de Sud     | 5 | 3 | 0 | 2 | 153 | 136 | +17 | 6   |
| Macedonia de Nord | 5 | 3 | 0 | 2 | 133 | 127 | +6  | 6   |
| Croația           | 5 | 2 | 0 | 3 | 127 | 150 | −23 | 4   |
| Serbia            | 5 | 1 | 0 | 4 | 121 | 151 | −30 | 2   |
| România B         | 5 | 1 | 0 | 4 | 129 | 145 | −16 | 2   |

### Clasamentul final
|   | România A         |
|   | Coreea de Sud     |
|   | Macedonia de Nord |
| 4 | Croația           |
| 5 | Serbia            |
| 6 | România B         |